# 短头蟾属
短头蟾属（学名：Brachycephalus）是短头蟾科的一属。

## 下属物种
本属包括以下物种：